# Парламентские выборы в Иордании (2007)
Досрочные парламентские выборы в Иордании прошли 20 ноября 2007 года. После избрания 110 депутатов Палаты представителей Народного собрания король  Иордании Абдалла II принял отставку премьер-министра Маруфа аль-Бахит и назначил 22 ноября на этот пост Надера ад-Дахаби.

## Избирательная система
Народное собрание Иордании состояло из 110 депутатов, избираемых в 45 избирательных округах, 3 места было зарезервировано для трёх закрытых племенных округов и одно место — национальная квота для женщин. Минимум 6 мест было гарантировано для женщин, 9 — для христиан и 3 — для черкесского и чеченского меньшинств.  

## Избирательная кампания
В избирательной кампании участвовало 885 кандидатов, среди которых было 199 женщин, наибольшее количество за историю страны. Традиционно кандидаты выступали как беспартийные либо при племенной поддержке. 
Большинство мусульманских кандидатов выступало в качестве представителей Фронта исламского действия, политического крыла национального отделения международной ассоциации Братья-мусульмане. Из 22 партийных кандидатов в Народное собрание прошло лишь 6, что оказалось на 10 меньше, нежели на предыдущих выборах 2003 года и рассматривалось как потеря влияния Фронта исламского действия в Иордании.. Несмотря на требования Фронта исламского действия, независимые наблюдатели на выборы допущены не были.

## Результаты
Участие в выборах составило 54%, причём оно сильно варьировало: от 80% в сельскохозяйственных регионах до 28% на некоторых участках столицы.
| Партия | Голоса    | %  | Места |
| --- | --------- | -- | ----- |
| Беспартийные |           |    | 98    |
| Фронт исламского действия                                                                                                |           |    | 6     |
| Места для женщин |           |    | 6     |
| Всего |           |    | 110   |
| Зарегистрированных избирателей/явка                                                                                      | 2 455 686 | 54 | –     |
| Источник: IFES Архивная копия от 5 июля 2011 на Wayback Machine, IPU Архивная копия от 1 октября 2012 на Wayback Machine |           |    |       |